# Man on the Moon: The End of Day
Man on the Moon: The End of Day — дебютний студійний альбом американського репера Kid Cudi, випущений 15 вересня 2009 року на лейблах Dream On, GOOD Music та Universal Motown Records. Цей концептуальний альбом слідує за релізом його першого повноформатного проекту A Kid Named Cudi (2008) і є першою частиною трилогії Man on the Moon.
Виробництвом альбому займалися кілька відомих продюсерів, серед яких Каньє Вест, Еміль Хейні, Плейн Пат і Джефф Бхаскер, а також Dot da Genius, Free School і The Kickdrums, серед інших.
Man on the Moon: The End of Day породив три сингли - «Day “n” Nite», «Make Her Say» і «Pursuit of Happiness», які досягли успіху в чартах і отримали сертифікати від мультиплатинового до діамантового в США. Для подальшого просування альбому він відправився в турне з Ашером Ротом і Леді Гагою, відповідно. Альбом отримав загалом позитивні відгуки від критиків, які хвалили його за музичну композицію та відмінний підхід до хіп-хопу. Окрім того, що альбом увійшов до списку найкращих альбомів року за версією критиків, Man on the Moon: The End of Day отримав три номінації на премію Греммі.
Альбом дебютував на четвертій сходинці чарту Billboard 200, розійшовшись накладом 104 000 копій за перший тиждень продажів у США. Пізніше він став чотири рази платиновим за версією Американської асоціації звукозапису (RIAA). За межами США альбом був менш комерційно успішним, зазвичай не потрапляючи до перших п'ятдесяти позицій альбомних чартів. У 2020 році Rolling Stone поставив його на 459 місце у списку «500 найкращих альбомів усіх часів». 

## Список композицій
| #   | Назва                                         | Тривалість |
| --- | --------------------------------------------- | ---------- |
| 1.  | «In My Dreams»                                | 3:19       |
| 2.  | «SoundTrack 2 My Life»                        | 3:55       |
| 3.  | «Simple As...»                                | 2:31       |
| 4.  | «Solo Dolo (Nightmare)»                       | 4:26       |
| 5.  | «Heart Of Lion» ((KiD CuDi Theme Music))      | 4:21       |
| 6.  | «My World» (feat. Billy Cravens)              | 4:03       |
| 7.  | «Day 'N' Nite (Nightmare)»                    | 3:41       |
| 8.  | «Sky Might Fall»                              | 3:41       |
| 9.  | «Enter Galactic» (Love Connection Part 1)     | 4:20       |
| 10. | «Alive» (feat. Ratatat)                       | 4:06       |
| 11. | «CuDi Zone»                                   | 4:19       |
| 12. | «Make Her Say» (feat. Kanye West & Common)    | 3:36       |
| 13. | «Pursuit of Happiness» (feat. MGMT & Ratatat) | 4:55       |
| 14. | «Hyyerr» (feat. Chip Tha Ripper)              | 3:32       |
| 15. | «Up, Up, And Away» (The Wake And Bake Song)   | 3:47       |

## Чарти і сертифікації
| Чарт (2009)                         | Пікова позиція |
| ----------------------------------- | -------------- |
| Australian Albums Chart             | 85             |
| Canadian Albums Chart               | 11             |
| French Album Charts                 | 56             |
| Swiss Album Charts                  | 56             |
| UK Albums Chart                     | 119            |
| UK R&B Albums Chart                 | 8              |
| US Billboard 200                    | 4              |
| US Billboard Top R&B/Hip-Hop Albums | 5              |
| US Billboard Top Rap Albums         | 4              |

### Сертифікація
| Країна | Асоціація | Сертифікація | Продажі  |
| ------ | --------- | ------------ | -------- |
| США    | RIAA      | Золотий      | 500,000+ |

### Чарти року
| Чарт (2009)             | Позиція |
| ----------------------- | ------- |
| US Billboard 200        | 157     |
| US Billboard 200 (2010) | 127     |